# Brigantine
 For alternative betydninger, se Brigantine (flertydig). (Se også artikler, som begynder med Brigantine)
En brigantine er i skibsterminologi betegnelsen for et tomastet fartøj, der på forreste mast, (fokkemasten), kun fører råsejl. På stormasten føres råsejl og 
evt. gaffelsejl. Typen dukker op i slutningen af 1600-tallet, og findes i flere varianter. Den betegnes også som en snau (snav, snov). Typen udvikles efterhånden til den større brig med bramsejl på begge master.